# جواو مانويل أنتونيس دياز
جواو مانويل أنتونيس دياز (23 ديسمبر 1986 في البرتغال - ) هو لاعب كرة قدم برتغالي في مركز الدفاع. شارك مع منتخب البرتغال تحت 17 سنة لكرة القدم ومنتخب البرتغال تحت 18 سنة لكرة القدم ومنتخب البرتغال تحت 19 سنة لكرة القدم ومنتخب البرتغال تحت 20 سنة لكرة القدم ومنتخب البرتغال تحت 21 سنة لكرة القدم. أما مع النوادي، فقد لعب مع نادي أكاديميكا كويمبرا ونادي بوافيشتا ونادي بورتو وديسبورتيفو تروفينسي ونادي براتو وF.C. Infesta ‏ ونادي سانتا كلارا.

## وصلات خارجية
- جواو مانويل أنتونيس دياز على موقع قاعدة بيانات كرة القدم.إي يو (الإنجليزية)
- جواو مانويل أنتونيس دياز على موقع Soccerway.com (الإنجليزية)
- جواو مانويل أنتونيس دياز على موقع عالم كرة القدم.نت (الإنجليزية)
- جواو مانويل أنتونيس دياز على موقع AS.com (الإسبانية)